# Columba Stewart
Columba Andrew Stewart (Houston, 16 de juliol de 1957) és un erudit, professor i director executiu del Hill Museum & Manuscript Library (HMML) a Collegeville (Minnesota). Les seves principals contribucions erudites han estat en el camp dels estudis monàstics, tan benedictins com cristians orientals.

## Educació
Nascut i criat a Houston, Texas, i es va graduar a Lamar High School de Houston, Stewart va rebre el seu AB en història i literatura a la Universitat Harvard el 1979 amb magna cum laude. Va obtenir el seu màster en estudis religiosos a la Universitat Yale el 1981. Després d'estudiar història litúrgica, teologia sistemàtica i escriptura a la Saint John's University School of Theology, va obtenir el seu doctorat en filosofia a la Universitat d'Oxford el 1989, escrivint la seva tesi sobre l'ascetisme grec i siríac.

## Vida religiosa
Stewart va professar els vots com a monjo a l'abadia de Sant Joan el juliol de 1982. El 8 de juny de 1990 va ser ordenat sacerdot.

## Carrera professional
Stewart és el director executiu del Hill Museum & Manuscript Library des de l'any 2003. Treballant estretament amb líders d'església internacionals, governs i organitzacions culturals, Stewart ha supervisat la digitalització de col·leccions de manuscrits majoritàriament cristians d'Europa, Àfrica, Orient Mitjà i Índia. També ha liderat iniciatives centrades en la digitalització de manuscrits islàmics a través de les seves col·laboracions amb biblioteques de l'Orient Mitjà, Àfrica i l'Índia. També supervisa la seu de l'organització a Collegeville, Minnesota.

### Àrees de recerca i formació
- Estudis Monàstics (Primaris i Medievals), Cristianisme oriental.
- 2019 Jefferson Lecture in the Humanities for the National Endowment for the Humanities.[3]

## Exposició mediàtica
Tant per les seves contribucions acadèmiques com per la seva tasca de preservació a HMML, Stewart ha aparegut a la cobertura mediàtica de la revista Smithsonian (juny de 2021), CBC Radio (maig de 2022), i Guardian's Magazine (2022) i Guardians of Memory l'agost de 2020 i The Harper's Podcast. També ha estat presentat pel programa de notícies CBS 60 Minutes, la revista Harvard, i la BBC així com en funcions com "Preserving Words and Worlds", "Ancient Christians in India", "A Monk Saves Threatened Manuscripts Using Ultramodern Means", "Codices Apostlesteps", "Monastery Works to Preserve Ancient Christian Texts" i "Saving the Sacred".

## Obres seleccionades
Stewart ha publicat sobre temes monàstics, benedictins i lingüístics, com ara:
- Working the Earth of the Heart: The Messalian Controversy in History, Texts and Language to 431. Oxford Theological Monographs. Oxford: Clarendon Press, 1991.
- Cassian the Monk. Oxford University Press: New York, 1998.
- Prayer and Community: The Benedictine Tradition. Darton, Longman and Todd (U.K.) and Orbis Books (USA), 1998.

Stewart va ser guardonat amb la beca Guggenheim 2016. La beca va donar suport al treball de Stewart sobre una nova història dels orígens del monaquisme cristià. Va ser escollit per la National Endowment for the Humanities per ser el professor Jefferson 2019.